# Maison du 3 place Fontette à Caen
La maison du 3 place Fontette est un édifice situé à Caen, dans le département français du Calvados, en France. Elle est partiellement inscrite au titre des Monuments historiques.

## Localisation
Le monument est situé au 3 place Fontette, face à l'ancien palais de justice.

## Historique
Le mur en façade côté place est daté de la deuxième partie du XVIIIe siècle.
En 1761, on travaillait sur la sculpture de ce puits.
En 1764, François-Jean Orceau de Fontette, intendant de la généralité de Caen, décide de créer des fontaines dans différents points de la ville. Ce projet ne sera pas réalisé. Mais une fontaine-pompe est construite sur la nouvelle place créée par l'intendant.

## Architecture

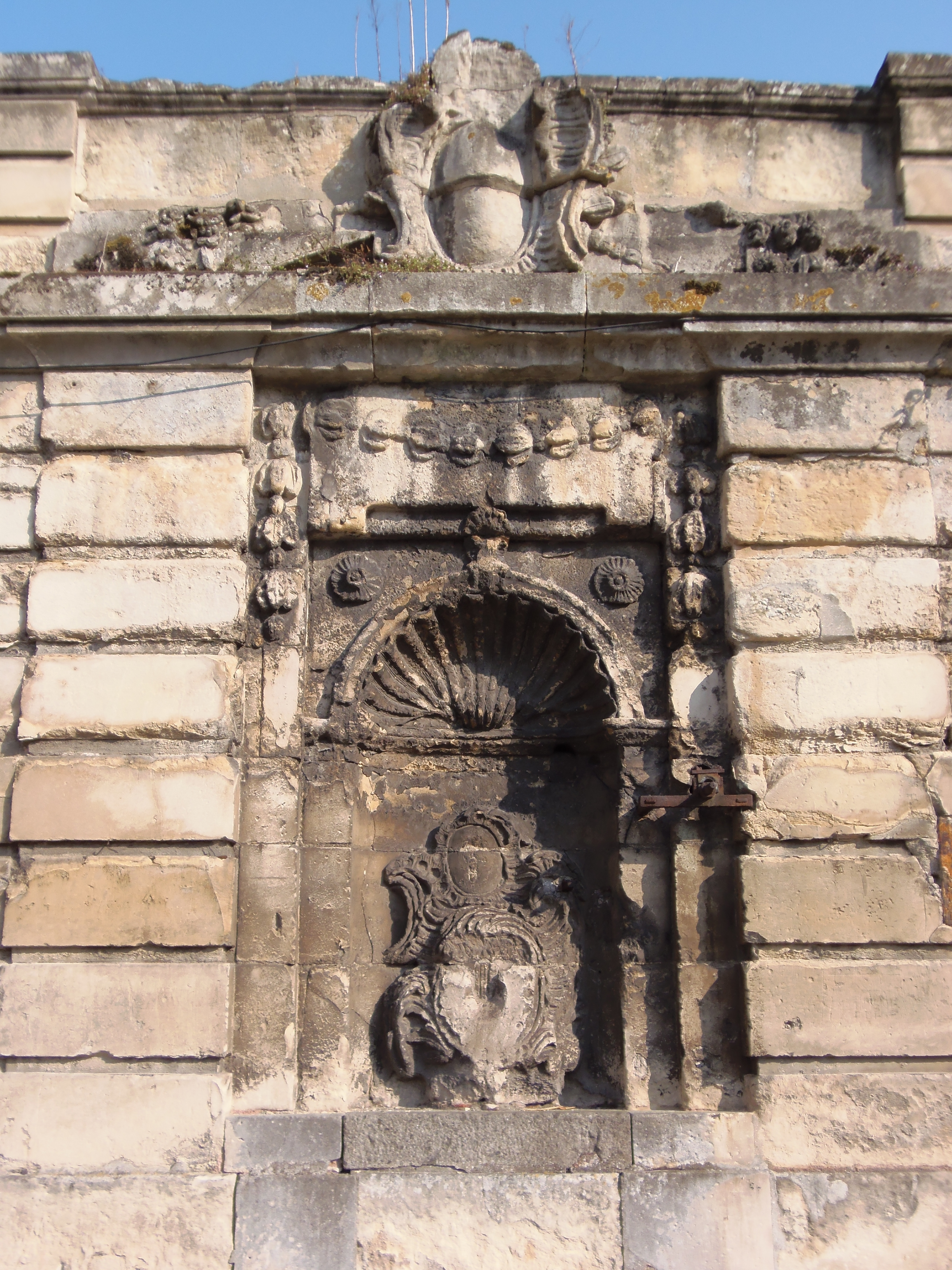
La fontaine.

Le mur décoré de balustres ainsi que la fontaine sont inscrits au titre des Monuments historiques depuis le 1er juin 1927.